# Нуньес, Хосеп Луис
Жозеп Льюис (Хосе Луис) Нуньес (кат. Josep Lluís Núñez i Clemente, исп. José Luis Núñez Clemente; 7 сентября 1931, Баракальдо, Испания — 3 декабря 2018, Барселона, Испания) — президент футбольного клуба «Барселона» (1978—2000).

## Приход в «Барселону»
Нуньес стал президентом клуба 1 июля 1978 года, не занимая до этого высоких постов. Из всех предыдущих руководителей «Барселоны» свой срок до конца отработал только один, это Аугусти Монталь-младший. Примечательно, что за восемь лет руководства Монталю-младшему лишь один раз покорились Чемпионат Испании и Королевский Кубок, а команда начала испытывать финансовые проблемы. После Монталя президентом стал банкир Хосеп Нуньес. Монталь сложил с себя полномочия в 1977 году, когда понял, что он не в состоянии управлять клубом. Финансовое положение «Барселоны» было плохим. Гандбольная, баскетбольная, ватерпольная и футбольная команды переживали трудные времена. За годы правления семьи Монталей, с 1946 по 1978 год, «Барселона» выиграла только 19 титулов. Но это не испугало нового кандидата в президенты от семьи Монталей попробовать стать опять президентом клуба. Это было невозможно, «кулес» и вся Каталония не простили Монталям упадок «Барселоны», президентом стал Хосеп Нуньес. По мнению некоторых врагов, выборы выиграл не Нуньес, а активно его поддерживающий Жорди Пужоль, первый президент Каталонии (1980—2003).
Став президентом, Нуньес назначил на пост вице-президента Николау Касауса из «кортесовских» Домов Каталонии. Благодаря Касаусу, Пужолю, а также собственным финансам, вложенным Нуньесом в клуб, казна «Барселоны» существенно пополнилась. Через несколько месяцев после назначения Хосеп сменил тренеров. Французского тренера Люсьена Мюллера, который так и не смог выиграть за год абсолютно ничего, заменили на тренера молодёжных команд Хоакина Рифе. Рифе принёс первый трофей Нуньесу, это Кубок Кубков 1979 года, который Барселона ждала 13 лет. С 1979 годом связана первая ссора Хосепа с болельщиками клуба. Хосеп отказался продлить контракт с любимцем болельщиков Йоханом Нескенсом. Расстроенный президент после выкриков: «Неескинс-да!», «Нуньес-нет!», закрывшись в кабинете, написал заявление об отставке. В Каталонию съехались главы каталонских Домов и акционеры клуба, из Франции прилетел Жорди Пужоль. Собрание уговорило Нуньеса остаться на посту.

## Время поиска
Хоакин Рифе не был, по мнению Нуньеса, тем тренером, который нужен «Барселоне». Нуньес искал специалиста с мировым именем, способным сделать из каталонской команды сильный клуб. Директорат требовал побед, не только в Испании, но и в Европе, при этом команда должна была показывать зрелищный футбол. Уволив Рифе, Нуньес начал часто менять тренеров (четыре тренера за год). Первым из них стал аргентинец Эленио Эррера, в 1950-х годах сделавший из «Барселоны» атакующую команду, далее ушедший в итальянский «Интернационале», где успешно стал использовать тактику катеначчо. Несмотря на выигранный Кубок Испании, «Барселона» сменила тренера, клуб возглавил бывший футболист «Барсы» Ладислав Кубала. Работа венгерского специалиста была неудачной, и он подал в отставку. Следующим тренером стал немец Удо Латтек, единственный отработавший свой контракт с клубом (по его просьбе был куплен Диего Марадона, перешедший из аргентинской команды «Бока Хуниорс» за рекордную на тот момент трансфертную сумму — 3 млн фунтов стерлингов. Впрочем, вскоре, в 1984 году, аргентинца (успевшего сделать вклад в победу в Кубке Испании 1983) перекупил итальянский клуб «Наполи», побив трансфертный рекорд (£ 5 млн.). На его месте оказался аргентинский «романтик футбола» Сезар Луис Менотти. Уже в первом матче он удивил директорат клуба, выпустив на поле пять нападающих. Менотти вообще не работал с защитниками команды, отдавая это дело своему ассистенту. Менотти выиграл только Суперкубок Испании и улетел в Буэнос-Айрес, где в интервью одному из местных изданий назвал «Барселону» «самым тяжёлым клубом в мире».

## Приход англичан
У руля «Барселоны» стал Терри Венейблс. Терри пригласил нападающего Гарри Линекера, а также Марка Хьюза и Стива Арчибальда. Был приглашён и голкипер сборной Испании Андони Субисаррета. В 1984 году команду пополнил Бернд Шустер. Найдя общий язык с командой, Венейблс выиграл Лигу Испании впервые за 11 лет. Второй сезон не удался из-за травмы Линекера, в итоге второе место в Лиге и увольнение Венейблса. На место тренера пришёл Луис Арагонес. Это был провал Арагонеса. «Барселона» заняла седьмое место. Луис был уволен.

## Расцвет «Барселоны» и второй приход Кройфа

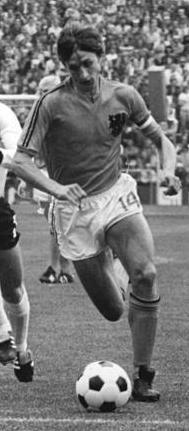
Йохан Кройф по прозвищу «Летучий Голландец»

На Директорате было решено заключить контракт с Йоханом Кройфом. Директорат пытался выдвинуть другого тренера, из-за характера голландца, что для директората, привыкшего давить на тренера, было совершенно неприемлемо. Нуньес взял инициативу в свои руки и не прогадал. Йохан Кройф изменил «Барсу». Игра команды стала производить впечатление на критиков «Барсы». В первый сезон при Кройфе сине-гранатовые завоевали Кубок Кубков. Клуб стали называть «Командой мечты», в неё Кройф пригласил ряд хороших игроков: Хосепа Гвардиолу, Хосе Мария Бакеро, Чики Бегиристайна, Андони Гойкоэчеа, Георге Хаджи, Рональда Кумана, Микаэля Лаудрупа, Ромарио и Христо Стоичкова. Все эти футболисты довольно быстро сыгрались, и в результате получилась весьма сильная команда.
Настали выборы президента. Сторонники Нуньеса испытывали проблемы. Каталонские Дома — финансовые, Пужоль — политические. Сиксте Камбру, главного соперника Нуньеса, барселонского бизнесмена, занимающегося строительством, неожиданно поддержала Каталонская Националистическая Партия. Это был удар под дых, ибо Нуньес и сам всегда любил использовать националистические лозунги, хотя и не был католонцем. На дебатах нелюбимый журналистами Нуньес упрекнул Сиксте Камбре словами, что его жена из Мадрида. В результате Камбра был поднят на смех, — человек, пропагандирующий национализм, оказался женат на уроженке Мадрида. Нуньес стал второй раз президентом клуба. Тем временем Кройф приносил «Барселоне» новые титулы, бюджет клуба наполнялся деньгами. Сам Нуньес был не в лучших отношениях с голландцем. Он знал, что его стоило беречь. Он не отказывал Кройфу в финансах (с 1993—1996 годов Кройф был самым высокооплачиваемым тренером в мире, он имел полную свободу покупки игроков. Сам Нуньес при просьбе Кройфа отвечал: «сколько Кройфу нужно? 100 миллионов? 150? Пусть берёт, сколько угодно. Только пусть продолжает работать в том же духе». «Барселона» одержала победу в Лиге Чемпионов 1992 года. В 1993 году Нуньес стал инициатором создания G-14.
В середине 90-х в Испании появилась мода приглашать президентов других клубов в VIP-ложи. Нуньес никогда не приглашал на «Ноу Камп» президентов мадридского «Реала» и открыто заявил («Я не могу допустить, чтобы на моем стадионе сидел кто-нибудь из этих выродков»), и сам не ездил на «Сантьяго Бернабеу» («Мне нечего делать на этом стадионе»).
В 1994 году прощённая семья Монталей обновила тренировочный городок «Барселоны B». В 1995 году Нуньес перестроил офисные здания «Барселоны».
Если «Барса» — это больше, чем клуб, то Нуньес, — это больше, чем президент.Николау Касаус
.

## Уход Нуньеса

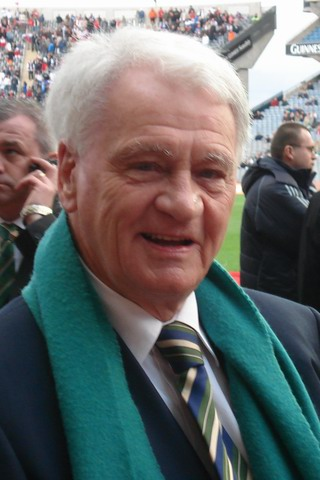
Сэр Бобби Робсон в 2007 году

В 1996 году «Барселону» покинул Йохан Кройф. Ему на смену пришёл сэр Бобби Робсон. Под руководством англичанина «Барселона» установила клубный рекорд, поразив ворота соперника 102 раза. Нуньес был недоволен Робсоном, так как, по его мнению, англичанин был слишком мягким для тренера высокого уровня. Клуб потратил много денег в межсезонье на игроков высокого уровня, их хватало на два состава. Но Примера была проиграна принципиальному сопернику «Барселоны», мадридскому «Реалу». Кроме того, команду покинул забивной и талантливый бразилец Роналдо. Итальянский гранд «Интернационале» выкупил контракт игрока, заплатив сумму отступных. Нуньес предложил контракт бразильцу, но было поздно, Роналдо подписал предварительное соглашение с итальянцами, несмотря на то, что в «Барселоне» каждый сезон ему поднимали зарплату. Нуньес взамен купил Ривалдо из «Депортиво». На замену Робсону пришёл голландский специалист Луи Ван Галь. К команде присоединились португалец Луиш Фигу, а также Джованни де Оливейра и Луис Энрике. Ван Галь был весьма жёстким и принципиальным человеком, но он приносил титулы. Болельщикам не понравился академичный футбол команды.
Последнее время Нуньес стал испытывать проблему со здоровьем. Сектор «Elefant blau» под руководством молодого и энергичного юриста Жоана Лапорты сильно критиковал Нуньеса в СМИ.
В декабре 1999 года, в 100-летний юбилей клуба, Нуньес принял решение уйти. Он подготовил клуб к уходу в финансовом положении (вложив со своих счетов в казну клуба 20 миллионов долларов) и подготовил преемника на свой пост, Жоана Гаспарта (вице-президент).
В мае 2000 года Нуньес официально ушёл из клуба. Перед последним матчем зрители, так не любившие Нуньеса, устроили семиминутную овацию, отдавая должное этому маленькому, рано поседевшему человеку, так много сделавшему для их любимого клуба.

## Достижения
- привлечение большого количества субсидий за счёт хороших отношений с Каталонским Генералитетом и лично Жорди Пужолем.
- привлечение в барселонскую футбольную администрацию глав самых известных и богатых каталонских семей (Касаусы, Мила, Муссонсы, Бругуэрасы).
- привлечение в клуб в качестве сосьо римского папы, Иоанна Павла II (т. н. «священная карта № 108000»).
- подписание спонсорских контрактов с фирмами Kappa (1988 год), Ford (1992), Coca Cola (1996), Nike (1998).
- первым (и, до сих пор, единственным) в Испании сумел перешагнуть культовый рубеж в 100000 сосьос.
- в течение четырёх лет «Барселона» была самым богатым клубом мира.

### Достижения футбольного клуба «Барселона»
- Чемпионат Испании — 7 (1985, 1991, 1992, 1993, 1994, 1998, 1999)
- Кубок Испании — 6 (1981, 1983, 1988, 1990, 1997, 1998)
- Суперкубок Испании — 5 (1983, 1991, 1992, 1994, 1996)
- Кубок (Лига) Чемпионов — 1 (1992)
- Кубок обладателей Кубков — 4 (1979, 1982, 1989, 1997)
- Суперкубок Европы — 2 (1993, 1998)

Выигранных титулов: 25

### Трофеи других спортивных клубов «Барселоны»
- Баскетбол — 36
- Гандбол — 65
- Хоккей на роликах — 45